# Nationalsozialistischer Deutscher Studentenbund
Nationalsozialistischer Deutscher Studentenbund, (også kaldt NS-Studentenbund, og forkortet NSDStB) var en tysk studentorganisation der blev startet i 1926, som en afdeling af det tyske nationalsocialistiske parti NSDAP.
Målet for organisationen var, at integrere tyske studenter og akademikere til det nationalsocialistiske verdensbillede. På lige linje med de andre afdelinger i NSDAP blev organisationen organiseret efter førerprincippet.
Organisationen blev erklæret som kriminel efter 2. verdenskrig, og forbudt af Allied Control Council.

## Ledere
- 1926-28: Wilhelm Tempel
- 1928-32: Baldur von Schirach (fra 1931 også Reichsjugendführer og leder for Hitlerjugend)
- 1932-33: Gerd Rühle
- 1933-34: Oskar Stäbel
- 1934-36: Albert Derichsweiler
- 1936-45: Gustav Adolf Scheel (Reichsstudentenführer Scheel var også fører for den tyske organisation Deutschen Studentenschaft).

| Forening eller organisation | Spire Denne artikel om en forening eller organisation er en spire som bør udbygges. Du er velkommen til at hjælpe Wikipedia ved at udvide den. |